# Lignières-Sonneville
Lignières-Sonneville era una comuna francesa que estaba situada en el departamento de Charente, de la región de Nueva Aquitania, que el 1 de enero de 2022 pasó a formar parte de la comuna nueva de Lignières-Ambleville como comuna delegada.

## Historia
Fue creada en 1845 con la unión de las comunas de Lignières y Sonneville.

## Demografía
| Gráfica de evolución demográfica de Lignières-Sonneville entre 1846 y 2018 |
|                                                                            |

Los datos demográficos contemplados en este gráfico de la comuna de Lignières-Sonneville se han cogido de 1800 a 1999 de la página francesa EHESS/Cassini, y los demás datos de la página del INSEE.